# ティロリアン・ハウンド

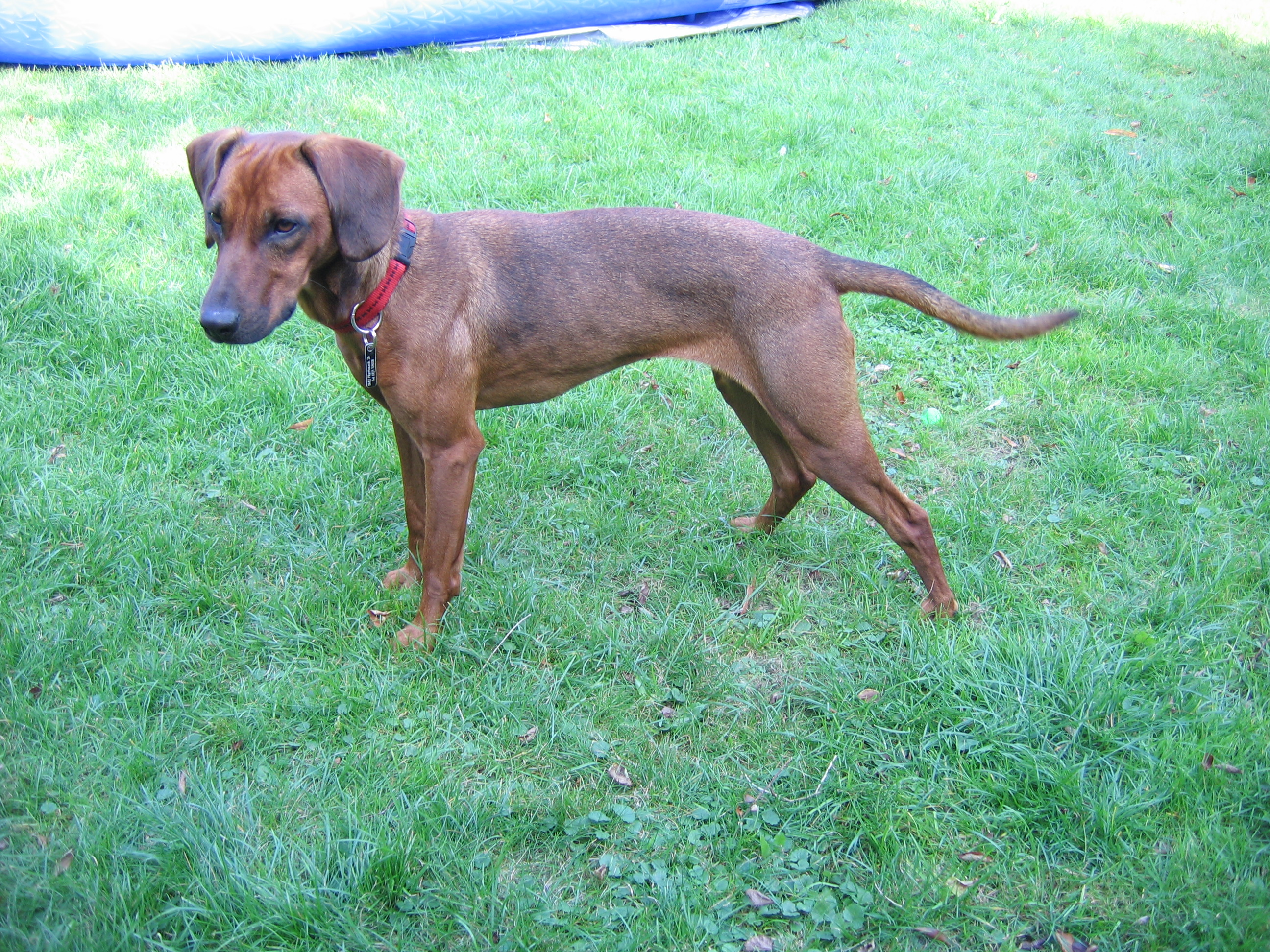
ティロリアン・ハウンド

ティロリアン・ハウンド（英：Tyrolean Hound）は、オーストリアのチロル地方原産のセントハウンド犬種のひとつである。別名はティロリアン・ブラッケ（英：Tyrolean Bracke）、ティローラー・ブラッケ（英：Tyroler Bracke）、ティロリース・ハウンド（英：Tyrolese Hound）。
ここではこれの小型種であるドワーフ・ティロリアン・ハウンドについても解説を行う。

## 歴史
チロル地方のハンターが1860年代ごろに作出した犬種である。古代ケルト系の犬で、もともとは能力を重視した繁殖が行われていたため犬種として統一されていなかったが、1896年にスタンダード（犬種基準）が制定されて犬種として固定された。作出に使われた犬の中には、1500年代にマクシミリアン皇帝に狩猟能力を賞賛された名犬の家系の犬もいた。1908年にFCIに公認登録された。
主にノウサギやキツネ、負傷したシカを狩るのに使われていた。パックで獲物のにおいを追跡し、発見するとパックのメンバーで協力して仕留めた。
現在でも多くの犬は実猟犬として使われているが、貴重な古代ケルト系犬種の子孫の一種でもあるため、ショードッグとしても飼育されている。とはいえ、ヨーロッパ圏外ではかなり珍しい犬種である。

## 特徴
ほんの少し足が短めであるのは、アルプス山脈を駆け回るのに適した
体型に改良されたためである。古代ケルト系犬種特有の形の頭部を持ち、体は筋肉質で引き締まっている。足腰はかなり丈夫で、岩場も難なく駆け回る。耳は垂れ耳、尾は飾り毛の少ない垂れ尾。コートタイプはさらりとした短めでつやのあるショートコートのものが著名であるが、実はそのほかにも2タイプのコートが存在し、計3タイプのコートタイプがある。上記のショートコートタイプのものの他、少し長めで硬めのハードコートタイプ（ブロークンタイプともいう）、さらに長く、シュナウザーのように眉毛などがふさふさしたラフコートタイプが存在する。コートの呼び名に関しては愛好家によっては違う呼び方をしていたり、正式に決められた呼び名が浸透していない為、若干の混乱がある。尚、いずれのコートタイプのものも毛が二重構造になっているため、寒さに強い。ハードコートのものとラフコートのものは体を茨や獲物の牙から守ることができる。毛色はタンやマホガニーなど。体高は雄44〜50cmで雌42〜48cm、体重は雌雄ともに20kg前後の中型犬で、性格は友好的で遊ぶことが大好きである。主人家族に対しては人懐こく従順だが、初対面の人や犬に対しては警戒心を持つ。社会順応性や状況判断力の優れた知的な犬であるが、運動量と狩猟本能が高い一面もある。だが、しっかりと運動させることができれば家庭犬として飼育することもできる。かかりやすい病気は耳の中が蒸れて起こりやすい外耳炎や、地肌が蒸れて起こりやすい皮膚疾患などがある。

## ドワーフ・ティロリアン・ハウンド
ドワーフ・ティロリアン・ハウンド（英：Dwarf Tyrolean Hound）は、オーストリアのチロル地方原産のセントハウンド犬種のひとつである。別名はミニチュア・ティロリアン・ハウンド（英：Minature Tyrolean Hound）など。その名の通り、ティロリアン・ハウンドの小型版犬種である。
ティロリアン・ハウンドにはもともといくつかのバリエーションがあり、犬種として固定するに当たっての改良過程で分離誕生した犬種である。主にパックでノウサギとキツネを狩るのに使われていた。獲物のにおいを追跡し、発見するとパックのメンバーで協力して仕留めた。
今日はかなり希少な犬種となってしまったが、一応FCIにはティロリアン・ハウンドの小型種ということで公認されている。多くは実猟犬として飼育されているが、一部はペットやショードッグとして飼育されている。
外見はあまりティロリアン・ハウンドと変わりはないが、それより小柄で幾分か華奢であるため、走るのが少し速い。体高30〜39cm、体重20kg以下の小型犬種である。